# Dizzy Reed
Darren Dizzy Reed é um multi-instrumentista norte-americano. Ele é o tecladista que atua na banda Guns N' Roses desde 1990. Começou a sua carreira no show da banda Guns N' Roses no Brasil no grande festival Rock in Rio de 1991.
Nasceu em Hinsdale, Illinois ,em 18 de junho de 1963, é casado há 15 anos e tem duas filhas. Desde o começo dos anos 80, foi muito amigo dos Guns N' Roses, e se uniu à banda na gravação dos discos Use Your Illusion I e II (sendo seus trabalhos mais conhecidos com a banda: piano em "Estranged", "Civil War", "Live and Let Die" e "Since I Don't Have You" ,de The Spaghetti Incident? e órgão em "Yesterdays") entre varias interpretações extraordinárias nos shows (ao vivo) com a banda. É o único membro que resiste desde o início da década. Atualmente permanece nos Guns n` Roses, um pouco mais magro que no começo de sua trajetória, e também com novas tatuagens e é seguramente o braço direito de Axl Rose (seu amigo e companheiro da banda e com quem tem uma boa relação) no novo Guns. 
| “ | Não interessa o que façamos, há sempre algumas pessoas que nunca vão se libertar da antiga banda. Mas a maioria das pessoas que vejo estão adorando; perdem a cabeça, dançam e cantam conosco. Não me parece que tenham saudades dos músicos anteriores. Uma a uma, as pessoas estão começando a desistir. A velha banda era um pouco mais caótica e auto-destrutiva; esta banda, na minha opinião, está mais concentrada em seguir o caminho oposto. | ” |

## Discografia
Com o Guns N' Roses:
- Use Your Illusion I (1991)
- Use Your Illusion II (1991)
- The Spaghetti Incident? (1993)
- Live Era '87-'93 (1999)
- Greatest Hits (2004)
- Chinese Democracy (2008)